# キイボカサタケ
キイボカサタケ（黄疣傘茸、学名: Entoloma murrayi）は、イッポンシメジ科イッポンシメジ属の中型のキノコ。食毒は不明であるが毒キノコとしても扱われ、全体が黄色をしている。成長の度合いによるが中心に突起ができ、名前にイボと付く由来になっている。

## 分布・生態
日本各地を含む東アジアや北アメリカ東部などに分布する。
腐朽菌。初夏から秋にかけて、針葉樹または広葉樹林内、あるいは雑木林などの地上に群生または散生、単生する。落葉や腐植から生じる。時折、近縁種であるアカイボカサタケの近くに生えている様子も見ることができる。

## 形態
キイボカサタケは、鮮黄色からややくすんだ黄色をしており、イッポンシメジ科らしい華奢で繊細なキノコである。
子実体は傘と柄からなる。傘は径1 - 6センチメートル (cm) 、初め円錐状または円錐鐘状で、のちに中開きとなり、中心には鉛筆の芯のようなイボ状の突起がある。成長しても傘は平らには開ず、半開きのままとなる。縁の部分はときどき波うったり、裂けたりする。傘表面は鮮やかな黄色から橙黄色で、中央のいぼ状突起は落ちやすく、湿ると放射状の長い条線が見られる。乾くと全体が淡色になる。傘裏のヒダは、やや疎らに配列し、柄に対して直生から上生する。ヒダははじめ黄色であるが、のちに胞子が成熟すると肉色を帯びる。傘の肉は淡黄色。
柄は長さ3 - 11 cm、太さ2 - 4ミリメートル (mm) 、傘と同色で中空、しばしば少し捻れた繊維状の縦筋がある。柄の根元には綿毛状の菌糸がある。
担子胞子は径10 - 12.5マイクロメートル] (μm) の類四角状六面体で、無色、表面は平滑、非アミロイド性。胞子紋は帯桃色。
またこのキノコからは、不快な臭いが出ており、多くの場合、近くに寄っただけでも臭いを感じることができる。

## 食毒
このキノコは図鑑により毒の有無が分かれており、食毒不明、あるいは有毒キノコとされる。ただし摂取により中毒症状の報告がある。症状は、胃腸系の中毒症状を起こすとみられるが、詳細は不明である。
当該キノコの摂食が疑われる中毒死例が報告されている。